# 川崎昭如
川崎 昭如（かわさき あきゆき）は、日本の工学者。東京大学未来ビジョン研究センターグローバル・コモンズ・センター教授。

## 人物・経歴
宮崎県日南市出身。日南市立油津中学校、千葉県立船橋東高等学校を経て、横浜国立大学工学部建設学科建築学コ－ス卒業。横浜国立大学大学院工学研究科人工環境システム学専攻博士課程前期修了。横浜国立大学大学院工学研究科人工環境システム学専攻博士課程後期修了、博士（工学）。
2007年日本学術振興会特別研究員。2008年ハーバード大学地理解析センター工学・応用科学領域客員研究員。2010年東京大学生産技術研究所都市基盤安全工学研究センター特任准教授、国連大学サステイナビリティと平和研究所客員准教授、アジア工科大学院工学技術研究科水工学管理領域客員准教授。2011年外務省在タイ日本国大使館科学技術連絡会委員。2014年東京大学大学院工学系研究科社会基盤学専攻特任准教授。2015年内閣府宇宙戦略室宇宙システム海外展開戦略策定調査有識者委員。2017年東京大学地球観測データ統融合連携研究機構特任准教授、日本学術会議連携会員。2018年東京大学大学院工学系研究科社会基盤学専攻特任教授、国土交通省総合政策局国際建設関連業務に係る企画競争有識者委員会有識者委員。2019年ハーバード大学計量社会科学研究所地理解析センター客員研究員。2021年東京大学未来ビジョン研究センター特任教授。2022年東京大学未来ビジョン研究センター教授。

## 受賞
- Best Paper Award. Seventh International Symposium on New Technologies for Urban Safety of Mega Cities in Asia, Beijing, China, 2008年[2]
- 地理情報システム学会賞（研究奨励部門） 2010年[2][3]
- クリタ水・環境科学研究優秀賞 2013年[2]
- 地理情報システム学会賞（学術論文部門） 2020年[2][3]
- ダム工学会論文賞 2020年[2]